# 逆川 (さいたま市)
逆川（さかさがわ）は、埼玉県さいたま市北区を流れる普通河川。荒川水系鴨川の支流である。

## 地理
埼玉県さいたま市北区宮原町の旧大成建設の敷地内、現・さいたま市立つばさ小学校前に源を発し北へ流れる。大宮台地を徐々に開析しながら北区別所町の大宮別所小学校前の谷で他の支流を合わせ、西へ転じてさいたま市北区と上尾市境の別所橋近辺で鴨川に合流する。
近隣の河川は北から南に向かって流れているのに対して、地形の関係で南から北に向かって流れている。このことにより逆川と呼ばれるようになったと説かれる。
旧大成建設敷地内（カルソニックカンセイ研究所）の南部分には、鴻沼川（霧敷川、鴻沼排水路）の上流部が流れているが、逆川とは互いに本流・支流の関係はない。2本の川はこの付近で端を発し、霧敷川はさいたまの他の多くの河川と同様に南に向って流れ、逆川は文字通り、逆さ向きに北へ向かって流れるのである。

## 橋梁
- 八雲橋
- 別所橋